# Wisecräcker
Wisecräcker (deutsch Scherzkeks) ist eine Ska-Punk-Band aus Hannover. Der so genannte Heavy-Metal-Umlaut, den ihrer Zeit Bands, wie Blue Öyster Cult, Mötley Crüe oder Motörhead, einführten, ist wohl auf eine starke Affinität der einzelnen Bandmitglieder zum Heavy Metal der 1980er Jahre zurückzuführen.

## Geschichte

### Die Anfänge
Die Band wurde 1997 in Hannover gegründet und bestand zunächst aus Alex „Dr. Klüse“ Mende (Saxophon, Gesang), Eike „Keeex“ Tongers (Gitarre), Robert „Mr. President“ Priebe (Gitarre), Lars „Vegas“ Iwersen (Bass) und Jürgen „Jane“ Wichert (Schlagzeug).
1998 stießen Andreas „Los Seggos“ Segger an der Posaune und Rolf „Samara“ Bertermann an der Trompete hinzu. Wisecräcker besaßen von nun an eine vollständige Bläsersektion und prägten somit ihren bis heute bekannten „Brett- und Bläser-Sound“. Noch im selben Jahr wurde ihr Erstlingswerk, …de puta madre, eine EP, die sechs Songs umfasst, aufgenommen und Anfang 1999 in Eigenregie veröffentlicht.
Die Aufnahmen ermöglichten Wisecräcker den Zugang zu einschlägigen Compilations. So wurde H-Town is calling auf SKA-Attack Vol.2 veröffentlicht, sowie Final Cunt-Down auf SKA Chartbusters Vol. 3. Mit dem Song Cuba Libre schaffte die Band sogar einen Beitrag zum internationalen Sampler Puro Eskañol Internacional Vol. 3, durch den erstmals Kontakt zu dem kalifornischen Plattenlabel Aztlan Records bestand. Die Folge war eine Kalifornien-/Mexiko-Tour.
Im Jahr 2000 unterzeichnete die Band einen Vertrag mit der Booking-Agentur Insight Booking und spielte deutschlandweit Konzerte. Im heimischen Lieblingsclub etablierten Wisecräcker sich als konstanter Publikumsmagnet, spielten auf dem Sound of Frankfurt-Festival sowie dem Open Air am Berg.
Ende des Jahres begannen die Aufnahmen zum ersten Longplayer namens I’d rather be down with the… WISECRÄCKER. Auf dem Cover ist ein Presseschnappschuss von dem Sänger/Saxophonisten Mendez zu sehen, wie er sich auf den Chaostagen 1995 in Hannover engagiert mit Ordnungshütern auseinandersetzt.
Im ersten Jahr verkauften sich bereits über 2000 Exemplare, ohne dass die Band bereits Geschäfte mit einem Plattenlabel oder einem Vertrieb machte. Weitere Samplerbeiträge und die zweite Kalifornien-Tour im September 2001 folgten.

### Die Elmo-Records-Jahre
2002 übertrug die Band sämtliche Bookingangelegenheiten Moskito Promotion, und die erste CD wurde auf dem hauseigenen Label Elmo Records wiederveröffentlicht. Die X-Mas Vibes Tour mit Whitmore und 27 Red führte Wisecräcker auch in die Schweiz und Österreich. Auch verließ Rolf „Samara“ Bertermann die Band und wurde durch Leif „mein Gott“ Thomsen ersetzt.
Anfang 2003 wurde das zweite Album Para mi gente im Institut für Wohlklangforschung, Hannover, unter der Regie von Willi Dammeier produziert und in diesem Zuge einige Umbesetzungen vorgenommen. Der Gitarrist Robert Priebe verließ die Band, für einige Liveauftritte wurde Kai von Ngobo Ngobo als zweiter Posaunist gewonnen, und am Schlagzeug ließ sich Jürgen „Jane“ Wichert durch Hannes „er kann es“ Hornerber austauschen.
Ausgekoppelt aus Para mi gente erschien der Song Time to Show mit der bekannten Sängerin Denise M’Baye auf dem Grover Sampler Tune in – Ska-Reggae in Pop Style. Die Band spielte Konzerte u. a. mit Babylon Circus, Skarface und Laurel Aitken, und trat u. a. auf dem 13. Potsdamer Ska-Festival, dem 10-Jahre-Grover-Records Festival und zum dritten Mal auf dem Fährmannsfest in Hannover auf.
Zu erwähnen ist auch noch die Gründung des unabhängigen Plattenlabels Übersee Records, die maßgeblich auf die Initiative von Alex Mendez und die Erfahrungen in Übersee zurückzuführen ist.

### Die Übersee-Records-Jahre
Im Jahr 2004 gelang es endlich, auch Europa flächendeckend zu erschließen. Konzerte und Festivals in Dänemark, der Schweiz, Österreich, Belgien, Italien und Frankreich erlaubten es Wisecräcker, ihren Fankreis auch auf dem heimischen Kontinent weiter auszudehnen.
2005 wurde es bezüglich der Live-Präsenz etwas ruhiger um Wisecräcker. Im Sommer wurde El Presidente, Wisecräckers drittes full-length Album, erneut im Institut für Wohlklangforschung, Hannover, unter der Regie von Willi Dammeier eingespielt und produziert sowie im November über Übersee Records veröffentlicht.
Das Jahr 2006 war von Live-Konzerten in Deutschland, Österreich, der Schweiz, Belgien, Frankreich und Schweden geprägt. Mit dem Einstieg von Gerrit „Lee“ Laschtowitz wurde das Bläserensemble dauerhaft auf insgesamt zwei Posaunen erweitert.
Auch 2007 tourten Wisecräcker weiter u. a. durch Mexiko. Im Sommer wurde mit Sebastian „Sese“ Seth der inzwischen dritten Trompeter verpflichtet.
2008 nahmen Wisecräcker noch im Januar einen neuen Song für den im Mai erschienenen Sampler Echte Übersee Records Vol. III auf. Kurz darauf verließ der langjährige Bassist Lars „Vegas“ Iwersen die Band und wurde durch den Zwillingsbruder von Hannes Horneber, Henrik „Henker“ Horneber, ersetzt.
Im Juli ging die Band erneut in Kalifornien auf Tournee. Seit November 2008 sind Wisecräcker bei tapete Booking unter Vertrag. Im Oktober spielten Wisecräcker im Rahmen ihrer Monsters of Ska Punk Festival Tour in ganz Deutschland.
2009 begann für Wisecräcker mit einer Mini-Tour durch Spanien, die im Mai in Deutschland fortgeführt wurde. Gleich zweimal spielte die Band im Vorprogramm von Ska-P:  einmal mit der Sondaschule, Rantanplan u. a. in der Turbinenhalle in Oberhausen im Februar und auf der SKAexPlosion in Northeim im August. Ab Oktober verschanzten sich Wisecräcker wieder im Institut für Wohlklangforschung um ihr viertes Album The Pact zu produzieren. Diesmal holte die Band sich zusätzliche Hilfe von außen. Jeff Collier, der schon mit den H-Blockx oder den Donots zusammengearbeitet hatte, produzierte den Gesang.

## Diskografie

### Studioalben
- 2001: I'd rather be down with the…WISECRÄCKER (Album, Elmo Records)
- 2003: Para mi gente (Album, Elmo Records)
- 2005: El Presidente (Album, Übersee Records)
- 2010: The Pact (Album, Übersee Records)
- 2012: 15 Years / 15 Años (Best-of-Album, digital Release, Übersee Records)
- 2016: 20 Years – 20 Songs (Best-of-Album / digital Release, Magic Mile Music)
- 2023: Vida En Color (Album, Bakraufarfita)

### Singles, EPs
- 1999: …de puta madre (EP)
- 2014: Modo de Odio (Single, digital Release, smart ass rec.)

### Kompilationen
- Übersee Vs. Europe Übersee Records mit Watcha want
- Echte Übersee Records Vol. III mit 3,4,5,6 Bierchen
- Plastic Bomb Sampler mit ¡Ya Pasó!
- Puro Eskañol Internacional Vol. 3 mit Cuba Libre
- SKA Chartbusters Vol. 3 mit Final Cunt-Down
- SKA-Attack Vol. 2 mit H-Town is calling